# Abd al-Kúrí

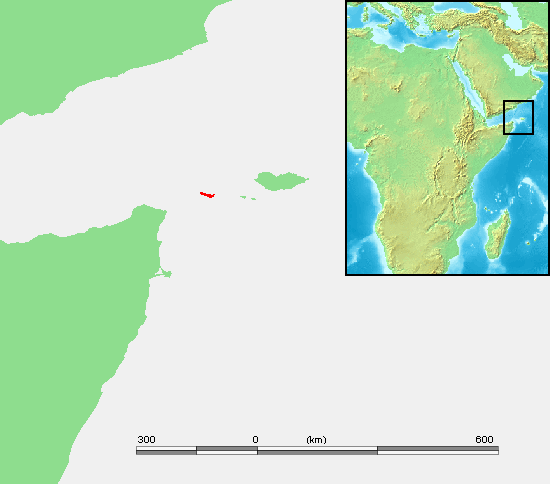
Poloha ostrova

Abd al-Kúrí (arabsky جزيرة عبد الكوري‎ Džazíra Abd al-Kúrí) je řídce osídlený ostrov ležící v Adenském zálivu náležející k Jemenu. Nachází se mezi somálským mysem Raas Caseyr a ostrovem Sokotra. Ostrov je skalnatý, dlouhý 35 a široký 5 km, s maximální nadmořskou výškou 700 m n. m. (Mount Ṣāliḥ). V jeho okolí je množství korálových útesů a mělčin. V minulosti se na něm těžilo guáno, v současnosti se obyvatelé živí rybolovem a pěstováním datlí. Obyvatel zde žije asi 450 a hlavní vesnicí je Kilmia.